# Wolfgang Windisch

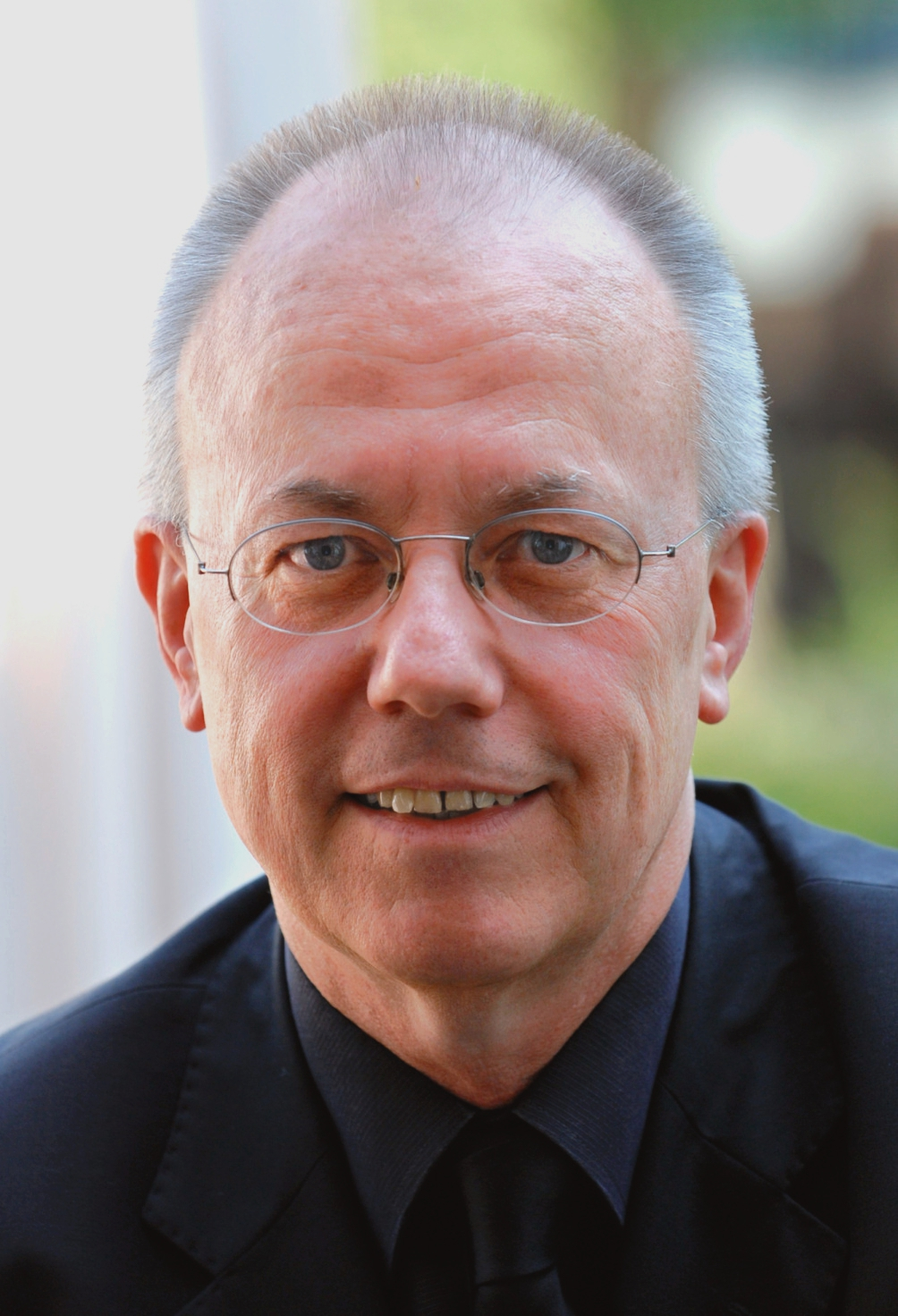
Wolfgang Windisch (2012)

Wolfgang Windisch (* 22. Januar 1953 in München) ist ein deutscher Schlagzeuger, Komponist und Kulturreferent.

## Ausbildung und Werdegang
Windisch begann Ende der 1960er Jahre autodidaktisch Schlagzeug zu spielen. Von 1972 bis 1977 studierte er bei Hans Hölzl an der Hochschule für Musik in München Schlagwerk & Pauke. Von 1977 bis 1979 besuchte er die Meisterklasse am gleichen Institut. Parallel studierte er bei Joe Nay an der Munich Jazz School das Fach Jazz-Schlagzeug.
Später folgten private Studien bei Enrique Ugarte (Komposition) und Ernst Horn (Dirigieren).

## Leben

### Musikalisches Schaffen als Schlagzeuger (1969–1991)
Windisch spielte zunächst in lokalen Amateurbands im Münchner Raum. Im Jahre 1973 verpflichtete die seinerzeit bekannte Rockband „Out of Focus“ den erst 20-Jährigen. Windisch zog es nach kurzer Zeit jedoch vor, ein klassisches Studium an der Münchner Musikhochschule zu beginnen. Ab 1975 half er mehrfach in den beiden großen Münchner Symphonieorchestern (Symphonieorchester des Bayerischen Rundfunks, Münchner Philharmoniker) aus. Es folgten zahlreiche Verpflichtungen als Studioschlagzeuger. Ab 1977 wurde Windisch Bühnenmusiker an den beiden großen Münchner Theatern (Bayerisches Staatsschauspiel und Münchner Kammerspiele). Dort arbeitete er u. a. mit den Regisseuren Ingmar Bergman, Leopold Lindtberg, Hans Hollmann, Hans Lietzau, Dieter Dorn und Peter Zadek.
Von 1983 bis 1985 spielte Windisch in der Band von Konstantin Wecker Schlagzeug und Percussion.

### Musikalisches Schaffen als Komponist (1984–1996)
Windisch komponierte über 50 Bühnenmusiken an deutschen und österreichischen Theatern. Er schrieb auch einige Gebrauchsmusiken für die Industrie. Windisch ist Mitautor einer Theaterfassung des Stückes „Das Dschungelbuch“, welches an einigen deutschsprachigen Theatern aufgeführt wurde. Von 1986 bis 1989 war Windisch musikalischer Leiter am Theater der Jugend in München. Er folgte dem Intendanten Jürgen Flügge in der gleichen Funktion an die Württembergische Landesbühne Esslingen (1989–1993). Von 1993 bis 1996 war Windisch freischaffender Komponist an folgenden Theatern: Nationaltheater Mannheim, Landestheater Tübingen, Theater Gera, Theater Ulm, Staatstheater Braunschweig, Schauspiel Leipzig, Bayerisches Staatsschauspiel und am Max Reinhardt Seminar in Wien.

### Wirken als Kulturreferent (ab 1996)
Von 1996 bis 2019 war Windisch Kulturreferent der Universitätsstadt Garching. Seit 2019 ist er freischaffender Booker & Consulter im Bereich Kultur.

## Diskografie (als Schlagzeuger)
- Buck & Sylvie 2nd (LP, Ariola, 1976)
- Die Bayrischen Löwen (LP, EMI Electrola, 1977)
- Lieder vom Leben (LP, Artistic, 1978)
- George Zealman (Single, Supertone, 1979)
- Hello Mr. Frieden (Ron Williams) (Single, Polydor, 1984)
- Inwendig warm (Konstantin Wecker) (LP, Polydor, 1984)
- Unterm Regenbogen (Sigi Maron) (LP, Ariola, 1985)